# Carnuntum Legionaries
Die Carnuntum Legionaries sind ein österreichischer American-Football-Club aus Fischamend. Gegründet wurde der Verein im Februar 2011 in Bruck an der Leitha.
Das Team nimmt an der österreichischen Meisterschaft teil und spielt zurzeit in der Division II (3. Liga). Neben dem Footballteam gibt es im Verein auch Sektionen für Cheerleader, Jugendsport und Flagfootball (kontaktloser American Football).

## Vereinsgeschichte
Im Februar 2011 wurden die Carnuntum Legionaries gegründet. Der Vereinssitz befand sich bis September 2016 in Bruck an der Leitha. Die Spiele wurden allerdings in Winden/See, Höflein und Rohrau ausgetragen.
Im Jahr 2016 waren nur noch wenige Spieler beim Verein und so legte der gesamte Vorstand das Amt zurück. Unter dem neuen Vorstand entschied man sich, den Verein neu aufzustellen und den Vereinssitz nach Fischamend zu verlegen.
Im September 2016 konnte man gemeinsam mit der Stadtgemeinde Fischamend bekannt geben, dass mit Fischamend eine neue Heimat gefunden wurde. Seitdem wurde der Kader stetig aufgestockt.
Im Juni 2018 wurde das neue Football-Nachwuchsprogramm ins Leben gerufen. Bereits im Jahr 2019 spielen die Legionaries in der österreichischen Flagfootballliga in den Klassen U15 und U13 mit.
Im Jahr 2020 ist der Verein nach Schwadorf umgezogen und spielt und trainiert seitdem in der Richard-Gebert-Sportanlage in Schwadorf.

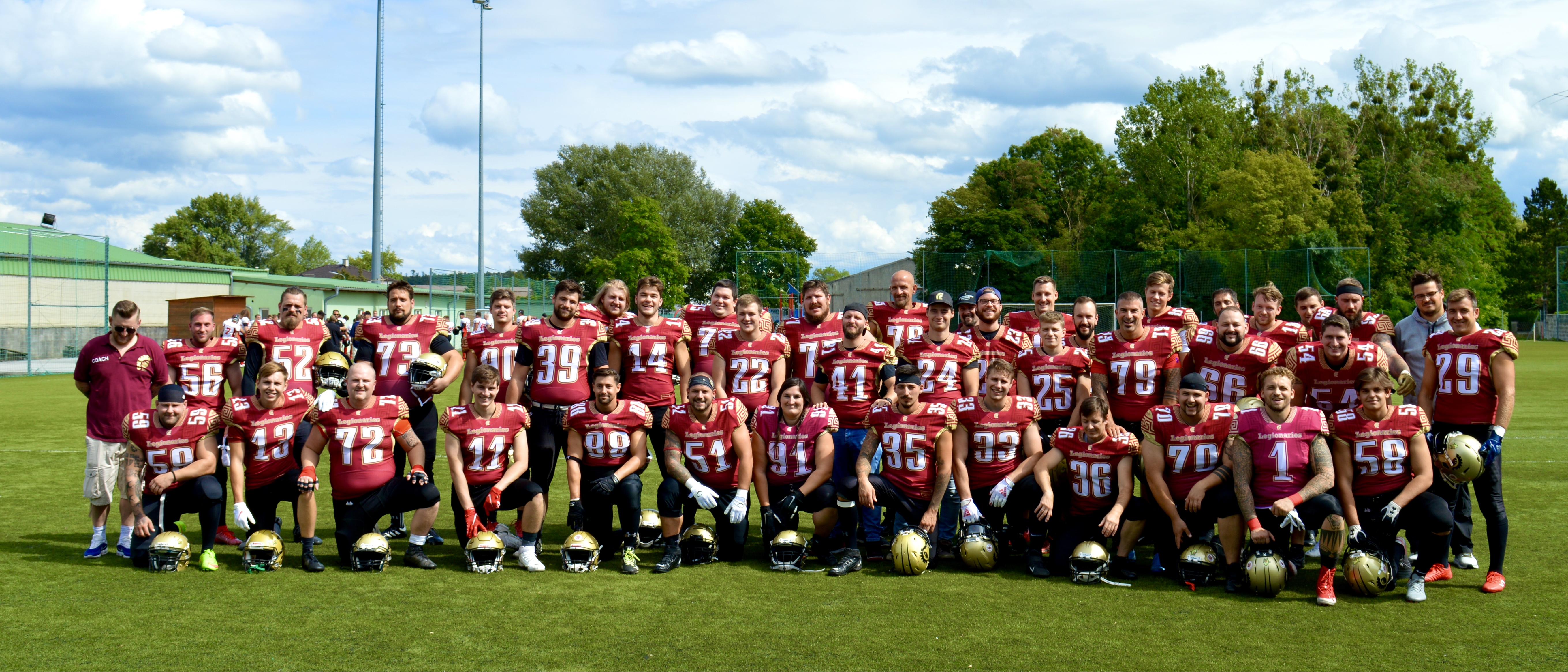